# Elisabeth Högberg
Elisabeth Birgitta Högberg (Ockelbo, 7 novembre 1986) è una biatleta svedese.

## Biografia
Nata a Jädraås di Ockelbo, in Coppa del Mondo ha esordito il 29 novembre 2007 a Kontiolahti (42ª), ha ottenuto il primo podio il 9 dicembre 2007 a Hochfilzen (3ª) e la prima vittoria il 15 gennaio 2010 a Ruhpolding.
In carriera ha preso parte a due edizioni dei Giochi olimpici invernali, Vancouver 2010 (77ª nell'individuale, 5ª nella staffetta) e Pyeongchang 2018 (35ª nella sprint, 29ª nell'inseguimento) e a quattro dei Campionati mondiali (8ª nella staffetta a Östersund 2008 il miglior piazzamento).

## Palmarès

### Europei
- 2 medaglie:
  - 1 oro (sprint a Minsk-Raubyči 2020)
  - 1 bronzo (inseguimento a Minsk-Raubyči 2020)

### Coppa del Mondo
- Miglior piazzamento in classifica generale: 61ª nel 2016
- 4 podi (tutti a squadre):
  - 1 vittoria
  - 3 terzi posti

#### Coppa del Mondo - vittorie
| Data            | Località   | Nazione  | Specialità                                                       |
| --------------- | ---------- | -------- | ---------------------------------------------------------------- |
| 15 gennaio 2010 | Ruhpolding | Germania | RL (con Anna Carin Olofsson, Anna Maria Nilsson e Helena Ekholm) |

Legenda:

RL = staffetta